# Muzikant

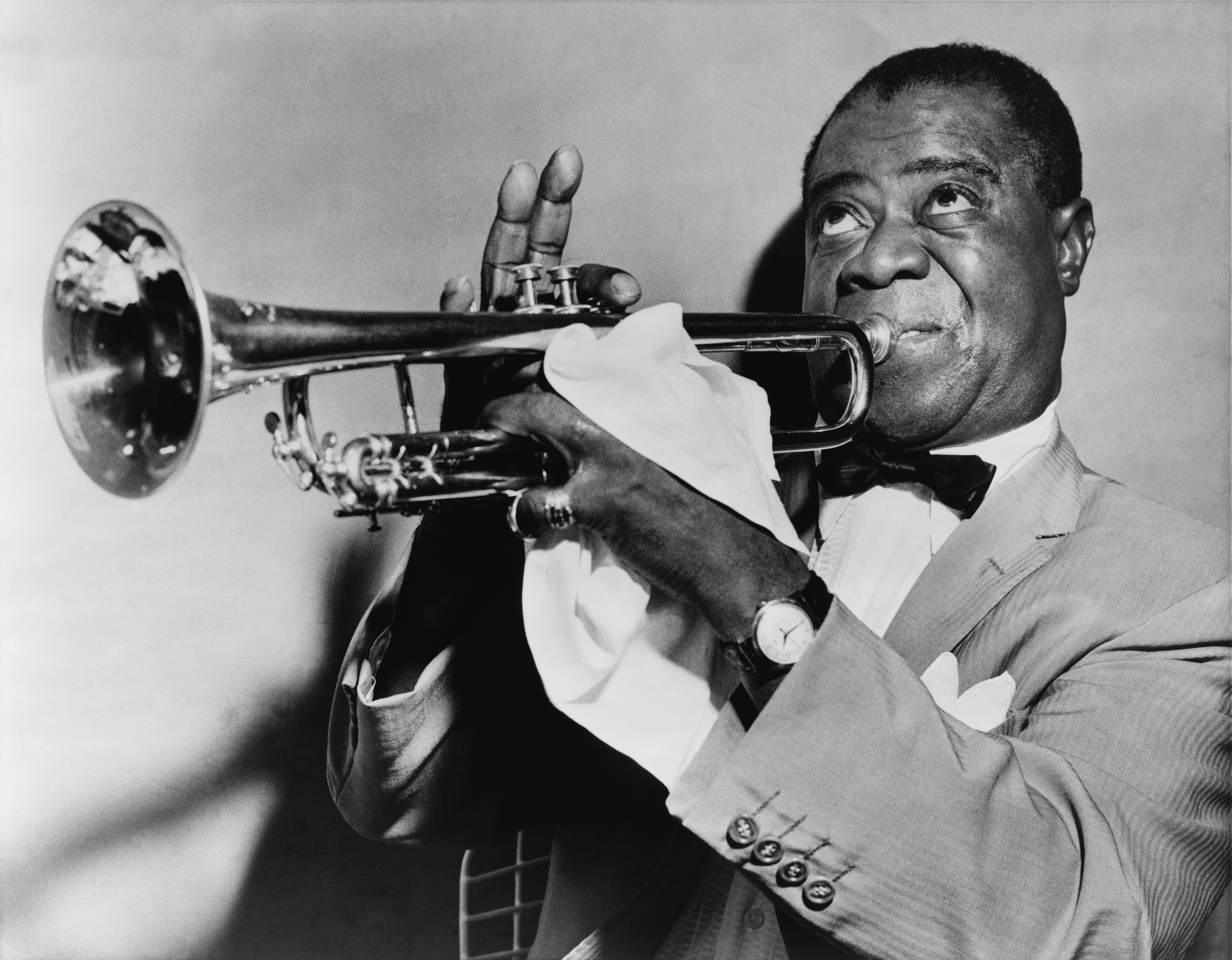
Muzikant Louis Armstrong.

In de populaire muziek en jazz is een muzikant iemand die met een muziekinstrument in het openbaar muziek maakt. In de klassieke muziek wordt de term uitvoerend musicus of musicus gebruikt.

## Soorten muzikanten
Muzikanten kan men onderscheiden in groepen als vocalisten en instrumentalisten, met blazers, strijkers of toetsenisten. Maar men kan ze ook onderscheiden aan de hand van hun specialismen binnen de muziek, zoals klassiek, lichte muziek en popmuziek.
Musici die groepsgewijs klassieke muziek spelen, doen dat in een orkest, in klein ensemble of in een kamerorkest. De samenwerkingsvorm wordt vaak genoemd naar de instrumenten of de combinatie daarvan, plus het aantal musicerende personen. Bijvoorbeeld een strijkkwartet bestaat dan uit vier muzikanten met een strijkinstrument, zoals viool of cello. 
Ook in de lichte muziek musiceren de musici groepsgewijs en georganiseerd zoals in een orkest.
In de popmuziek musiceert men in een popgroep of band. Een gangbare samenstelling van een popgroep bestaat uit een gitarist, een basgitarist, een drummer en een zanger, soms nog aangevuld met een toetsenist, een slaggitarist of blazers.

## Onderscheid tussen muzikant en musicus
In de Nederlandse taal wordt onderscheid gemaakt tussen de muzikant die zich bezig zou houden met lichte muziek of popmuziek en de musicus die zich slechts zou richten op klassieke muziek. Er wordt hiermee soms ook gedoeld op een verschil in professionaliteit, waarbij de musicus met een hogere opleiding in de muziek als professioneel wordt gezien en de laag- of ongeschoolde muzikant als semiprofessioneel of amateuristisch.
Het onderscheid is tamelijk willekeurig en het verschil tussen een musicus en een muzikant is in de praktijk vervaagd.

## Composities
In de lichte muziek was het vroeger gebruikelijk dat een artiest muziek afnam van componisten als George Gershwin, Hoagy Carmichael en Burt Bacharach. Met de opkomst in de jaren zestig van popmuzikanten als The Beatles, The Rolling Stones, The Kinks en de folkzanger Bob Dylan begonnen artiesten meer zelf muziek te schrijven. Tegenwoordig wordt in de popmuziek en folkmuziek het schrijven van eigen teksten en muziek als vanzelfsprekend beschouwd.

## Overzicht van soorten muzikanten
- accordeonist
- bassist
- blokfluitist
- beiaardier
- cellist
- componist
- correpetitor
- fagottist
- fluitist
- gitarist
- harpist
- hoboïst
- hoornist
- klavecinist
- klarinettist
- organist
- percussionist of drummer
- pianist
- saxofonist
- toetsenist
- trombonist
- trompettist
- tubaïst
- violist